# Международни морски сигнални флагове
Международните морски сигнални флагове са част от Международния сигнален код и се използват за представяне на отделните букви от латинската азбука, а също така и на сигнални кодове от Международния сигнален код за комуникация с плавателни средства.
Има различни начини, по които флаговете могат да бъдат използвани за сигнализация:
- всеки флаг обозначава една буква от съобщението
- всеки флаг има конкретно значение, например водолазен кораб вдига „флаг A“, показвайки че не може да се движи от мястото си заради водолази във водата
- комбинация от флагове може да състави код с конкретно значение, който е предварително уговорен от комуникиращите. Такава комуникация е извършена в Битката при Трафалгар.
- при състезанията с яхти тези флагове се използват с различни значения, например „флаг P“ означава предстоящ старт.

Освен тези НАТО използва и допълнителни флагове за специфични съобщения.

## Букви
| A | Alpha Алфа        |  | Имам спуснат водолаз; движете се на безопасно разстояние и на малък ход. С три цифри – азимут или направление. |
| B | Bravo Браво       |  | Товаря, разтоварвам или превозвам опасни товари. (Първоначално е бил използван от Кралския флот за обозначение на експлозиви.)                                                                                        |
| C | Charlie Чарли     |  | Да. С три цифри – курс в магнитни градуси. |
| D | Delta Делта       |  | Дръжте се настрани от мен, имам затруднения при маневрирането. С две, четири или шест цифри – дата. |
| E | Echo Еко          |  | Променям курса си надясно. Екипажът се храни. |
| F | Foxtrot Фокстрот  |  | Нямам управление, поддържайте връзка с мен. Ако е развят от самолетоносач, означава „Провеждат се летателни операции“.                                                                                                |
| G | Golf Голф         |  | Нужен ми е лоцман. Когато се използва от рибарски кораби в близост до и в риболовни райони означава: „Прибирам мрежи“. С четири цифри означава географска дължина: последните две цифри минути, останалите – градуси. |
| H | Hotel Хотел       |  | Имам лоцман на борда. |
| I | India Индия       |  | Променям курса си наляво. |
| J | Juliet Джулиът    |  | Горя и имам опасен товар на борда, дръжте се на безопасно разстояние от мен, или имам теч на опасен товар. |
| K | Kilo Кило         |  | Искам да установя връзка с вас. Ако има окачена цифра, означава „Искам да установя връзка с вас посредством...“ 1) Сигнали с ръце или флагове, 2) Мегафон, 3) Морзов код с лампа, 4) Звукови сигнали.                 |
| L | Lima Лима         |  | В пристанище – Корабът е под карантина. В морето – Незабавно спрете кораба си. С четири цифри означава географска ширина: първите две цифри градуси, вторите две – минути.                                            |
| M | Mike Майк         |  | Корабът ми е спрял и няма ход относно водата. |
| N | November Новембър |  | Не. |
| O | Oscar Оскър       |  | Човек зад борда (често прикрепян за man overboard pole на лодките). Ако флагът е закачен наобратно, се използва при семафорни сигнали.                                                                                |
| P | Papa Папа         |  | The Blue Peter. В пристанище – всички са на борда, корабът скоро ще отплава. В морето – Може да бъде използван от рибарски кораби в значението: „Мрежите ми са блокирани от препятствие“.                             |
| Q | Quebec Куебек     |  | Корабът ми не е заразен, моля за разрешение за влизане (в пристанище) |
| R | Romeo Ромео       |  | Корабът ми е неподвижен, можете да ме заобиколите. (Ако знакът е придружен от една или повече цифри, означава разстояние в морски мили)                                                                               |
| S | Sierra Сиера      |  | Двигателите ми работят на заден ход. (Ако знакът е придружен от една или повече цифри, означава скорост във възли) |
| T | Tango Танго       |  | Дръжте се на безопасно разстояние от мен, провеждам тралене по двойки. (С четири цифри означава местно време: първите две часове, вторите две – минути.)                                                              |
| U | Uniform Юнифърм   |  | Движите се към опасност. |
| V | Victor Виктъ      |  | Нуждая се от помощ. (Ако знакът е придружен от една или повече цифри, означава скорост в километри/час) |
| W | Whiskey Уиски     |  | Нуждая се от медицинска помощ. |
| X | Xray Ексрей       |  | Прекратете изпълнението на намеренията си и следете моите сигнали. |
| Y | Yankee Янкий      |  | Котвата ми дрейфа. |
| Z | Zulu Зулу         |  | Нуждая се от буксир. Когато е използван от рибарски кораби в близост до или в риболовни райони, означава: „Хвърлям мрежи“. (С четири цифри означава времето по Гринуич: първите две часове, вторите две – минути.)    |

- „Флаг November“ и „флаг Charlie“ използвани заедно означават сигнал за бедствие.

## Цифри
| Видове флагове  | 0 | 1 | 2 | 3 | 4 | 5 | 6 | 7 | 8 | 9 |
| Флагове на НАТО |   |   |   |   |   |   |   |   |   |   |
| Вимпели         |   |   |   |   |   |   |   |   |   |   |

## Други флагове
|                          |                        |                                        |                        |                      |
| Prompt                   | първи заместник        | втори заместник                        | трети заместник        | четвърти заместник   |
| Сигнали на НАТО          |                        |                                        |                        |                      |
|                          |                        |                                        |                        |                      |
| код/отговор (ANS)        | подготовка (PREP)      | въпрос (INT)                           | несъвместимост (NEGAT) | обозначаване (DESIG) |
|                          |                        |                                        |                        |                      |
| променям курсът (CORPEN) | завий (TURN)           | прикритие (SCREEN)                     | скорост (SPEED)        | станция (STATION)    |
|                          |                        |                                        |                        |                      |
| пристанище (PORT)        | дясно на борд (STBD)   | образуване (FORM)                      | разделяне (DIV)        | ескадра (SQUAD)      |
|                          |                        |                                        |                        |                      |
| група (FLOT)             | подразделение (SUBDIV) | спешен случай(критичен момент) (EMERG) |                        |                      |